# دانکنویل (آلاباما)
دانکنویل (به انگلیسی: Duncanville) یک منطقهٔ مسکونی در ایالات متحده آمریکا است که در شهرستان تاسکالوسا، آلاباما واقع شده‌است. دانکنویل ۷۴٫۰۷ متر بالاتر از سطح دریا واقع شده‌است.